# Городок (Ровненский район)
Городо́к (укр. Городок) — село в Ровненском районе Ровненской области Украины. Административный центр Городокской сельской общины.
Население по переписи 2001 года составляло 2719 человек. Почтовый индекс — 35331. Телефонный код — 362. Код КОАТУУ — 5624683301.

## Достопримечательности
- Свято-Николаевский Городокский женский монастырь УПЦ МП (XVI век)
- Старинный парк на острове реки Устье. Заложен в конце XVIII века известным мастером садово-паркового искусства, ирландцем Дионисием Миклером (Dionisius McClair) приглашенным владельцем усадьбы графом Валентином Ладиславом Эстерхази. Усадьбу пожаловала графу за дипломатические услуги при Дворе императрица Екатерина II в 1794 году, пришедший к власти её сын Павел I отобрал поместье в казну для возвращения бывшим владельцам. Наконец, в 1801 году император Александр I всё-таки подписал дарственную графу на Городок. В парке растут дубы, липы и ясени в возрасте 200—300 лет